# Erythridula dowelli
Erythridula dowelli är en insektsart som först beskrevs av Beamer 1932.  Erythridula dowelli ingår i släktet Erythridula och familjen dvärgstritar. Inga underarter finns listade i Catalogue of Life.